# Вплив пандемії COVID-19 на баскетбол
Пандемія коронавірусної хвороби 2019 спричинила негативний вплив на баскетбол у цілому світі, віддзеркалюючи свій вплив на всі види спорту та спортивні змагання. По всьому світу у тому чи іншому ступені в 2020 і 2021 роках були скасовані або відкладені регулярні баскетбольні змагання та турніри, або проведені з карантинними обмеженнями, або без глядачів та з іншими обмеженнями. Національна баскетбольна асоціація призупинила свій сезон 2019—2020 через те, що в одного гравця підтвердився позитивний результат тесту на COVID-19, і відновила сезон пізніше у 2020 році.

## За континентом

### Африка
Старт першого сезону Африканської баскетбольної ліги, призначеного на березень 2020 року, було відкладено через пандемію коронавірусної хвороби. Нова дата старту не оголошена.

### Азія
Сезон 2019—2020 Китайської баскетбольної асоціації було призупинено 1 лютого 2020 року. Проте голова Китайської баскетбольної асоціації Яо Мін повідомив, що сезон відновиться 20 червня без глядачів.
14 лютого 2020 року ФІБА розпорядилася перенести дві відбіркові ігри на Кубок Азії ФІБА 2021: Філіппін проти Таїланду в Кесон-Сіті та Японії проти Китаю в Тібі на пізнішу дату. Це призвело вже до 3 перенесених ігор після того, як раніше ФІБА наказала перенести гру Китаю з Малайзією у Фошані. Пізніше того ж тижня матч Гуаму з Гонконгом у Хагатні також був відкладений.
24 березня Корейська баскетбольна ліга скасувала свій сезон 2019—2020 років після того, як остання гра була проведена 29 лютого. Це сталося після того, як жіноча корейська баскетбольна ліга скасувала свій сезон за тиждень до цього.
4 березня ФІБА повідомила про скасування чемпіонату Азії 2019 року серед юнаків до 16 років у Бейруті та чемпіонату Азії 2019 року до 16 років серед жінок у Канберрі. Асоціація також перенесла олімпійський кваліфікаційний турнір 3x3 у Бангалорі та перенесла Кубки Азії ФІБА 3x3 2020 року в Чанші та Кубок Азії ФІБА 3x3 серед юнаків до 17 років 2020 року в Сайберджаї.
Сезон 2019—2020 баскетбольної Суперліги на Тайвані продовжився, незважаючи на спалах хвороби. Коли 19 березня уряд Тайваню закрив усі арени, що перебувають під громадським наглядом, ліга також подумала про закриття, але вирішила проводити всі ігри в баскетбольному тренувальному центрі «HaoYu». У будь-який час на арені знаходилося не менше 100 осіб.

#### Баскетбольна ліга АСЕАН
Декілька матчів Баскетбольної ліги АСЕАН сезону 2019—2020 років, запланованих на лютий 2020 року, було перенесено внаслідок пандемії коронавірусної хвороби. На початку березня 2020 року 4 команди-учасниці ліги — «Сан-Мігель Алаб Піліпінас», «Істерн Спорт Клаб», «Макао Блек Беарс» і «Формоза Дрімерс» — опублікували заяву, в яких закликають призупинити весь сезон ліги через матеріально-технічні проблеми, спричинені заходами щодо обмеження транспортного сполучення у Південно-Східній Азії та на материковому Китаї і Тайвані, пов'язаних із COVID-19. 13 березня 2020 року сезон ліги 2019—2020 року було відкладено на невизначений термін. 15 липня 2020 року ліга оголосила про скасування сезону без визначення чемпіона.

#### Філіппіни
10 березня 2020 року сезон 2020 року Філіппінської баскетбольної асоціації і D-ліги ФБА було призупинено на невизначений термін після завершення першої гри сезону. Відкриття турніру з баскетболу 3x3 також було відкладено. Керівництво філіппінської баскетбольної асоціації також наклало двотижневу заборону на командні «тренування, єдиноборства та інші пов'язані заходи», яка набула чинності 14 березня 2020 року.
Кілька філіппінських баскетбольних ліг, зокрема Об'єднана баскетбольна асоціація, Національна баскетбольна ліга, Баскетбольна ліга «Махаріка Піліпінас», призупинили свої турніри 12 березня.
7 квітня 2020 року Рада керуючих Філіппінської баскетбольної асоціації вирішила скоротити цей сезон до сезону з двома конференціями (пізніше переглянуто до сезону з однією конференцією в серпні) після перенесення Кубка Філіппін у зв'язку зі спалахом COVID-19 і запровадження посиленого карантину на Лусоні до 30 квітня.
17 вересня Рада керуючих ФБА схвалила план відновлення сезону 11 жовтня (початково 9 жовтня), пізніше, 24 вересня, Міжвідомча робоча група з боротьби з новими інфекційними захворюваннями дала тимчасове схвалення на старт сезону. Усі ігри проходили в «бульбашці ФБА» у зоні ізоляції зоні Кларк Фріпорт в Пампанзі, спеціально створеній для діяльності ліги.

### Європа
Генеральний директор Євроліги Жорді Бертомеу призупинив розіграш турніру з 14 березня по 11 квітня. Раніше Євроліга призупинила розіграш Єврокубку. ФІБА також, починаючи з 14 березня, призупинила баскетбольну Лігу чемпіонів і Кубок Європи ФІБА. Литва, Швеція, Швейцарія, Словаччина та Україна повністю скасували розіграш своїх перших дивізіонів, назвавши чемпіонами команди, які займали перші місця в турнірній таблиці. Вищі баскетбольні дивізіони в Іспанії, Франції, Німеччині, Італії, Ізраїлі, Бельгії, Фінляндії, Хорватії, Греції, Польщі, Кіпрі і Чехії призупинили свої розіграші з 14 березня. Адріатична ліга і Єдина ліга ВТБ призупинили свої змагання до квітня.
19 березня уряд Туреччини призупинив розіграш баскетбольної Суперліги, яка стала останньою великою європейською лігою, яка призупинила розіграш.
6 червня Німецька баскетбольна Бундесліга сезону 2019—2020 відновилася фінальним турніром із десятьма командами із запрошенням найкращих команд.

### Північна Америка

#### Сезон 2019—2020 років

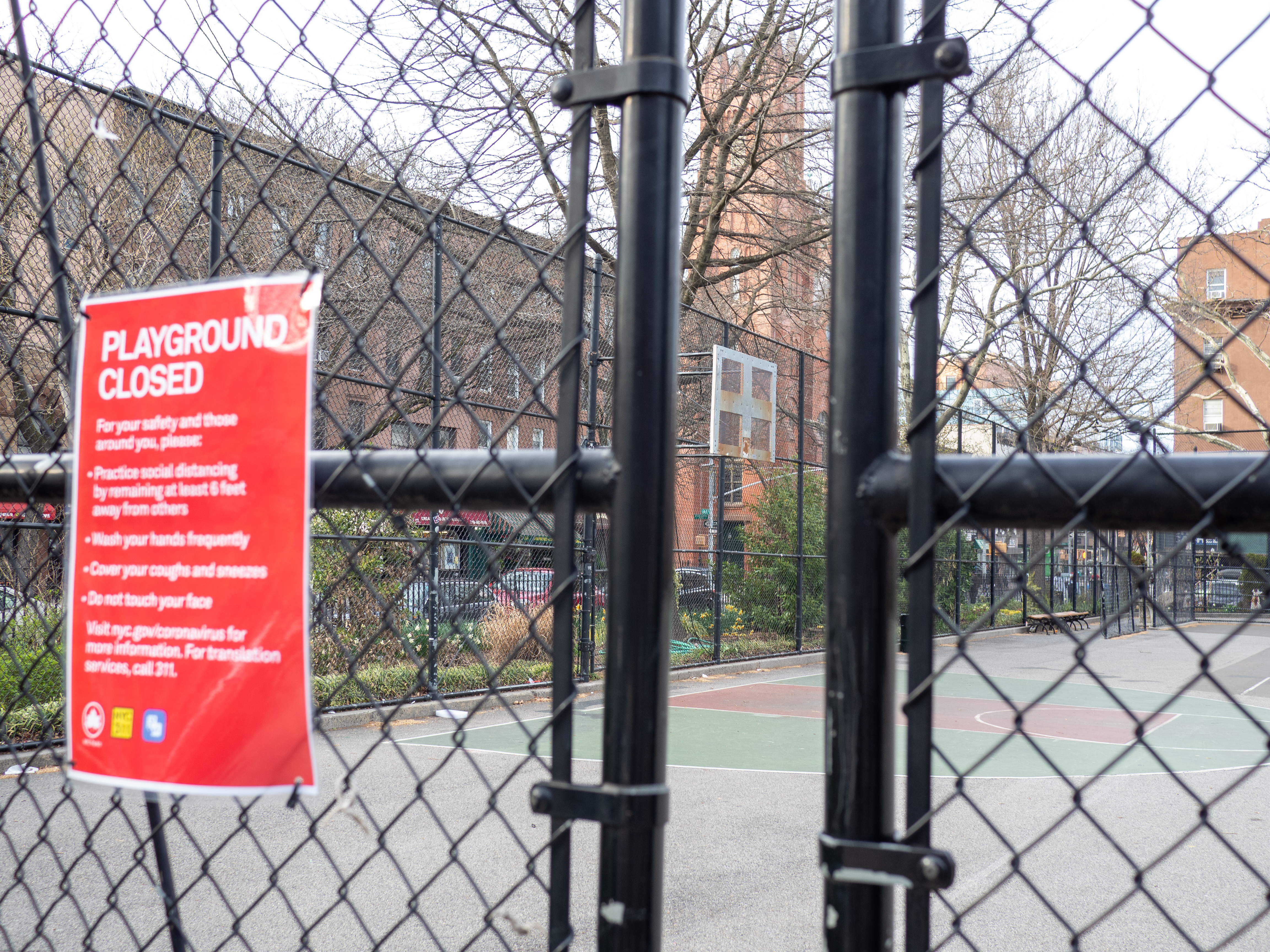
У багатьох парках Нью-Йорка з баскетбольних майданчиків прибрали кільця, щоб перешкодити іграм на майданчику.

##### Коледжі
6 березня 2020 року в першому раунді чоловічого баскетбольного турніру студентської першості між Університетом Єшива та Вустерським політехнічним інститутом стала першою спортивною подією в США, яка проходила без присутності вболівальників, після того, як у студента з Університет Єшива підтвердився позитивний результат на COVID-19.
11 березня 2020 року Національна асоціація студентського спорту — головний орган у США, який займається розвитком студентського спорту — спочатку оголосила, що її чемпіонати та турніри зимового семестру, включно з популярним чоловічим баскетбольним турніром «Березневе божевілля» та жіночим баскетбольним турніром, проводитимуться за зачиненими дверима із «залученням найнеобхіднішого персоналу і з обмеженою присутністю близьких людей».
Наступного дня всі конференції I дивізіону у студентському баскетболі скасували відповідні поточні турніри. Ліга плюща на той час вже скасувала свій турнір до прийняття рішення, тоді як деякі конференції, а також НСАА, раніше оголосили для їх чоловічих і жіночих турнірів, що вони будуть проводити свої ігри за закритими дверима. Пізніше того ж дня Національна університетська атлетична асоціація оголосила, що всі інші події чемпіонату на 2019—2020 навчальний рік будуть повністю скасовані, що призвело до першого скасування за 81-річну історію баскетбольного турніру НСАА. Згодом НСАА скасувала свої турніри.

##### Професійний баскетбол
11 березня 2020 року Національна баскетбольна асоціація (НБА) призупинила сезон 2019—2020 років після того, як у гравця клубу «Юта Джаз» Руді Гобера підтвердився позитивний результат тесту на коронавірус перед початком запланованої гри проти «Оклахома-Сіті Тандер». Комісар ліги Адам Сільвер наступного дня заявив, що це призупинення «швидше за все триватиме щонайменше 30 днів, і ми не знаємо достатньо, щоб бути більш конкретними».
14 березня Вища Ліга Пуерто-Рико з баскетболу призупинила свій сезон.
23 березня Національна баскетбольна ліга Канади призупинила решту сезону 2019—2020 років.
3 квітня Жіноча національна баскетбольна асоціація оголосила, що вони відклали початок тренувальних зборів та регулярного сезону, який спочатку був запланований на 15 травня. Драфт жіночої НБА 2020 року відбувся віртуально та по телебаченню 17 квітня 2020 року без гравців, гостей і засобів масової інформації на місці. Сезон жіночої НБА 2020 року проходив у «міхурі безпеки» в Академії IMG у Брейдентоні у Флориді, починаючи з 25 липня і закінчуючи 6 жовтня, коли «Сіетл Сторм» переміг у серії фінальних матчів до 3 перемог «Лас-Вегас Ейс».
4 червня чоловіча НБА повідомила, що сезон відновиться 31 липня для 22 команд, які все ще брали участь у плей-офф на момент призупинення турніру, і завершиться не пізніше 12 жовтня. Професійні команди, зокрема «Х'юстон Рокетс», відчули негативний вплив пандемії на свої виступи, оскільки в низки гравців, зокрема зіркового Рассела Вестбрука, підтвердився позитивний результат тесту на COVID-19.
30 липня сезон НБА офіційно відновився в міхурі безпеки" в спортивному комплексі «ESPN Wide World of Sports Complex» у Бей-Лейк в штаті Флорида. Ігри сезону завершилися 11 жовтня, коли «Лос-Анджелес Лейкерс» виграли чемпіонат НБА.

#### Сезон 2020—2021 років

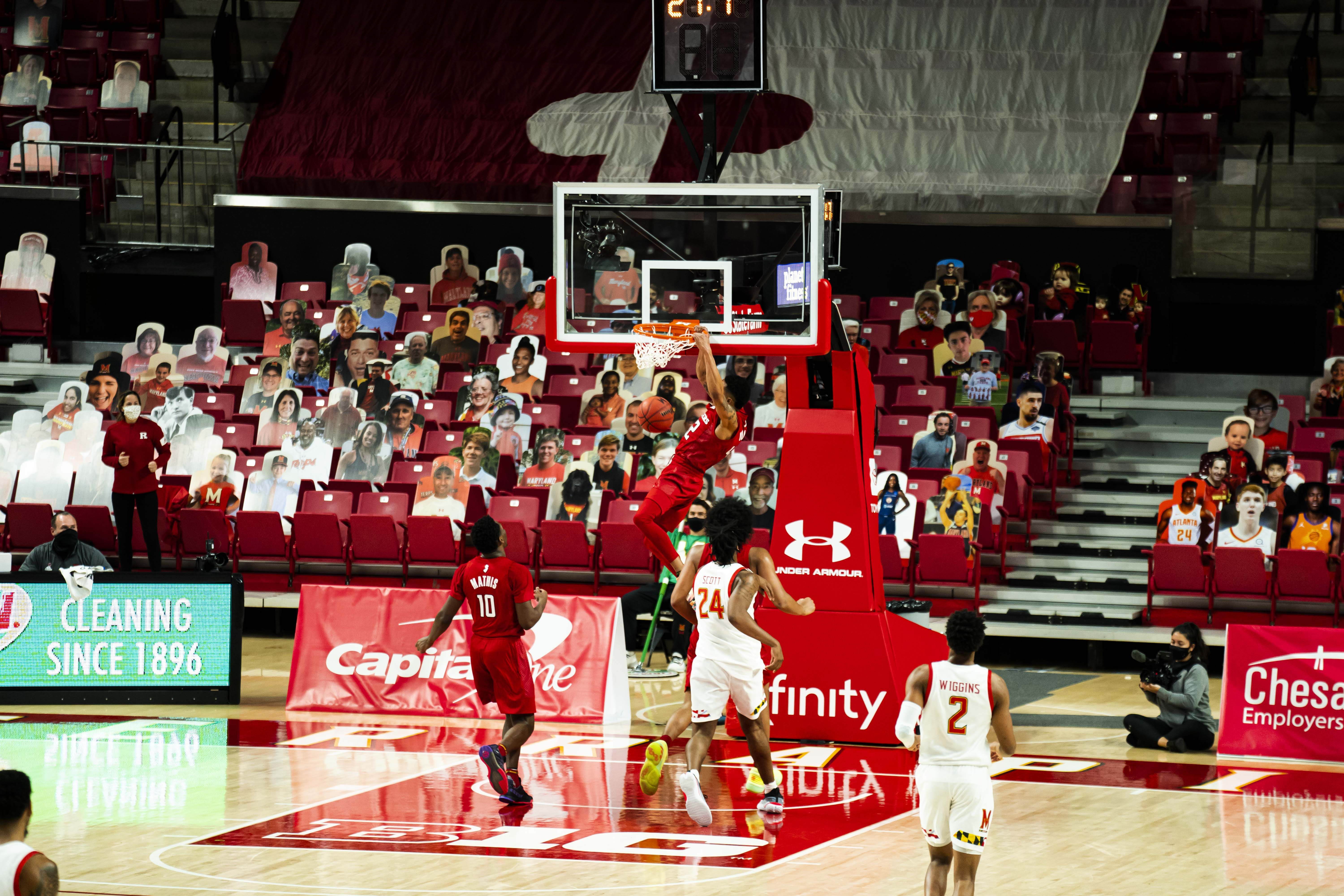
Команди «Рутгерс» і «Меріленд» грають перед картонними вирізами в «Xfinity Center» у Меріленді в грудні 2020 року. Конференція «Великої десятки» не допускала глядачів на жодні заходи конференції протягом сезону 2020—2021 років.

##### Коледжі
Наслідки пандемії відчувалися й у наступному сезоні студентського баскетболу. Найранішу дозволену дату проведення ігор у сезоні 2020—2021 років було перенесено з 10 на 25 листопада, коли більшість кампусів або вже завершили осінній семестр, або перенесли решту занять онлайн. Крім того, максимальну кількість ігор було зменшено на 4 (до 27), а мінімальну кількість ігор, необхідну для участі в студентському чемпіонаті, було зменшено вдвічі з 26 до 13. Деякі конференції адаптували змінені формати розкладу задля обмеження авіаперельотів (за можливістю дивізіони проводили матчі на одному майданчику), а також можливості перенесення скасованих ігор.
Національна асоціація студентського спорту опублікувала інструкцію, яка рекомендувала виключити друковану статистику, яку використовуватимуть тренери. Конференції, рекомендовані асоціацією, подають заявку на відмову від технології, щоб дозволити передавати статистику в реальному часі на стенд за допомогою електронних пристроїв. Технологічні правила прийняті на постійній основі на сезон 2021—2022 років.
Через матеріально-технічні проблеми було скасовано, перенесено або змінено місце проведення ряду турнірів і виставкових матчів на початку сезону (зазвичай вони проводяться напередодні свята Дня подяки), особливо тих, що проводилися за межами континентальної частини США. «Maui Invitational» було перенесено з Лахайни на Гаваях до Ешвілла в Північній Кароліні, а «Battle 4 Atlantis», яке мало проводитися в Нассау на Багамських островах, було повністю скасовано. У Су-Фоллз в штаті Південна Дакота був організований новий одноразовий турнір під назвою «Crossover Classic» як неофіційна заміна постійних турнірів, на який спочатку запросили більшість команд, які спочатку брали участь у «Battle 4 Atlantis» (хоча багато з них пізніше вибули). Казино «Мохеган Сан» у Коннектикуті прийняло двотижневу серію неконференційних ігор, відомих як «Bubbleville», організованих «Gazelle Group» і Баскетбольною залою слави імені Нейсміта, які в основному включали демонстраційні матчі та двоматчеві турніри (зокрема «Empire Classic», «Hall of Fame Tip Off» і «Legends Classic»).
Через матеріально-технічні проблеми асоціація студентського спорту централізувала перші раунди своїх чоловічих і жіночих баскетбольних турнірів дивізіону I у 2021 році у визначених місцях у містах-організаторах відповідного фіналу чотирьох — відповідно в Індіанаполісі та Сан-Антоніо, а не в різних місцях по всій країні. Участь у Національному турнірі за запрошеннями 2021 року було зменшено з 32 команд до 16, а автоматичні ставки для команд, які виграли чемпіонат регулярного сезону своєї конференції, але не в турнірах конференції, були скасовані. Фінал чемпіонату відбувся в «Comerica Center» у Фріско в Техасі, ставши першим за 83-річну історію турніру, коли фінал турніру не відбувся у «Медісон-сквер-гарден» у Нью-Йорку.

##### Професійний баскетбол
Сезон НБА 2020—2021 років розпочався 22 грудня 2020 року. Кожна команда зіграла 72 ігри — менше, ніж звичайні 82 ігри, але більше, ніж команди зіграли в попередньому сезоні, включно з іграми в міхурі безпеки. НБА опублікувала таблицю у двох частинах: перша охоплювала ігри з 22 грудня до початку шестиденної перерви 5 березня, а друга охоплювала період з 10 березня до кінця регулярного сезону в середині травня. Усі ігри мали проводитися на домашніх аренах із дотриманням протоколів охорони здоров'я та безпеки. «Юта Джаз» була першою командою, яка допустила обмежену кількість глядачів на домашні ігри, інші команди наслідували цей приклад у ході сезону та з дозволом місцевої влади. До 18 квітня всі 30 команд дозволили відвідувати свої домашні майданчики.
З початком плей-офф більшість команд почали повне заповнення глядачами своїх арен із застосуванням масок і допуском на трибуни лише вакцинованих. До початку фіналу НБА між «Мілвокі Бакс» та «Фінікс Санз» 8 липня всі 30 команд оголосили, що наступного сезону дозволять повне заповнення своїх арен, при цьому «Мілвокі» та «Фінікс» лідирують у забезпеченні заповнення арен.
Унаслідок карантинних обмежень на перетин кордону між Канадою та США «Торонто Репторз» переніс домашні ігри на «Amalie Arena» у Тампі в штаті Флорида.
25 листопада 2020 року НБА повідомила, що протягом наступного сезону щорічний Матч усіх зірок та інші заходи на вихідних не проводитимуться, і передавши команді-господарю «Індіані Пейсерз» право на фінальну гру 2024 року як компенсацію, але ліга змінила рішення 18 лютого 2021 року, та вирішила зіграти матч усіх зірок 2021 року на «State Farm Arena» в Атланті 7 березня.
8 січня 2021 року фарм-ліга НБА Ліга G оголосила про плани провести весь сезон у спортивному комплексі «ESPN Wide World of Sports». Ігри розпочалися 10 лютого, і сезон включав чотиритижневий регулярний сезон і плей-оф з одним вибуттям. У турнірі взяли участь 18 із 29 команд ліги, у тому числі нещодавно створена команда потенційних членів ліги G «НБА G-ліг Ініт». 11 березня у фінальному матчі «Лейкленд Меджик» перемогли «Делавер Блю Коутс».
У червні 2021 року жіноча НБА повідомила, що 99 % її гравчинь повністю вакциновані. Крім того, сезон жіночої НБА 2021 року розпочався за розкладом 14 травня, і завершився 19 вересня як і в початковому розкладі 2020 року, тобто на один день менше, ніж цілий рік, щоб зіграти в ті самі дні тижня.

##### Різне
Церемонію введення нових членів за 2020 рік до Баскетбольній залі слави імені Нейсміта було перенесено з вересня 2020 року на 15 травня 2021 року, та перенесено зі Спрингфілда в штаті Массачусетс, де розташований зал, на «Mohegan Sun Arena».

#### Сезон 2021—2022 років

##### Коледжі
У грудні 2021 року в команді Університету Вашингтону стався спалах хвороби, що змусило їх пропустити 3 матчі поспіль проти команд національного рейтингу — проти команди Університету Аризони 2 грудня, проти команди Університету Каліфорнії в Лос-Анджелесі 5 грудня, та проти команди Університету Гонзага 12 грудня. Гру проти Аризонського університету перенесли на 25 січня 2022 року, тоді як інші 2 гри було скасовано повністю, а Університет Каліфорнії отримав перемогу із зарахуванням поразки супротивнику відповідно до правил конференції університетів Тихоокеанського узбережжя. Пізніше в Каліфорнійському університеті також стався спалах хвороби; в результаті цього та у зв'язку зі спалахами в інших командах команда Каліфорнійського університету зіграла лише одну гру з 1 грудня 2021 року по 6 січня 2022 року.
У січні 2022 року команда Мічиганського університету також довелося відкласти дві поспіль гри проти рейтингових команд: команди Університету штату Мічиган 8 січня та Університету Пердью 11 січня. Ці ігри були одними серед сотень інших ігор, скасованих, відкладених або зарахованих як неявка у різних конференціях і командах студентського дивізіону, більшість з яких пов'язані з поширенням поширенням варіанту Омікрон.
Турнір «Maui Invitational» був перенесений на материк другий сезон поспіль, і його провели на «Michelob Ultra Arena» у Парадайзі в штаті Невада. Турнір «Chaminade» в Гонолулу, як і було заплановано, проводився у непарні роки.
Турнір «CBS Sports Classic» на «T-Mobile Arena» у Парадайзі було скорочено з двох до однієї ігор, оскільки команда Кентуккі перемогла команду Північної Кароліни у заміненій грі. Команда Кентуккі мала зіграти з командою штату Огайо, а команда університету північної Кароліни — проти Каліфорнійського університету в Лос-Анджелесі, перш ніж обидва їх суперники були зняті зі змагань через спалахи хвороби.

##### Професійний баскетбол
29 вересня в меморандумі, спільно надісланому НБА та асоціацією гравців НБА, було оприлюднено нові карантинні правила для ліги. Згідно з новими правилами обмежується пересування та діяльність тих гравців, які не були повністю вакциновані, як на майданчику для гри, так і поза ним. Крім того, гравцям, відсторонені за порушення карантинних правил, не буде виплачуватися компенсація.
Гравці та інший персонал клубів «Бруклін Нетс», «Нью-Йорк Нікс» і «Голден Стейт Ворріорз» мали пройти повний курс щеплень проти COVID-19, щоб мати доступ до своїх домашніх арен відповідно до карантинних постанов Нью-Йорка та Сан-Франциско відповідно. Члени виїзних бригад не зобов'язані бути щеплені. У результаті Кайрі Ірвінг, який відмовився від вакцинації, не дебютував у сезоні до 5 січня 2022 року проти «Індіана Пейсерз» на «Бенкерс Лайф-філдхаус» в Індіанаполісі.
8 грудня 2021 року НБА додатково переглянула карантинні протоколи; з 15 січня 2022 року невакцинованим гравцям було заборонено брати участь у домашніх іграх «Торонто Репторз».

### Океанія
У Національній баскетбольній лізі Австралії гранд-фінал 2020 року між «Сідней Кінгз» і «Перт Вайлдкетс» починаючи з другої гри проходив без глядачів, і НБЛ заявила, що фінал буде негайно призупинено, якщо в будь-якого гравця буде виявлено хворобу. Після третьої гри, програючи з рахунком 2–1 у серії до 5 перемог, «Кінгз» оголосили 17 березня, що вони знімаються з участі у фіналі внаслідок «критичної маси відповідних і реальних проблем, пов'язаних із добробутом гравців і соціальною відповідальністю клубу». НБЛ розглядала можливість зіграти четверту гру серії 18 березня замість 20 березня, як спочатку було заплановано, щоб прискорити завершення фінальної серії. 18 березня НБЛ оголосила «Перт Вайлдкетс» чемпіонами автоматично.

### Південна Америка
Ново Баскет Бразил 4 травня 2020 року скасувала сезон внаслідок епідемії COVID-19 у Бразилії.